# パピヨン (バレエ)

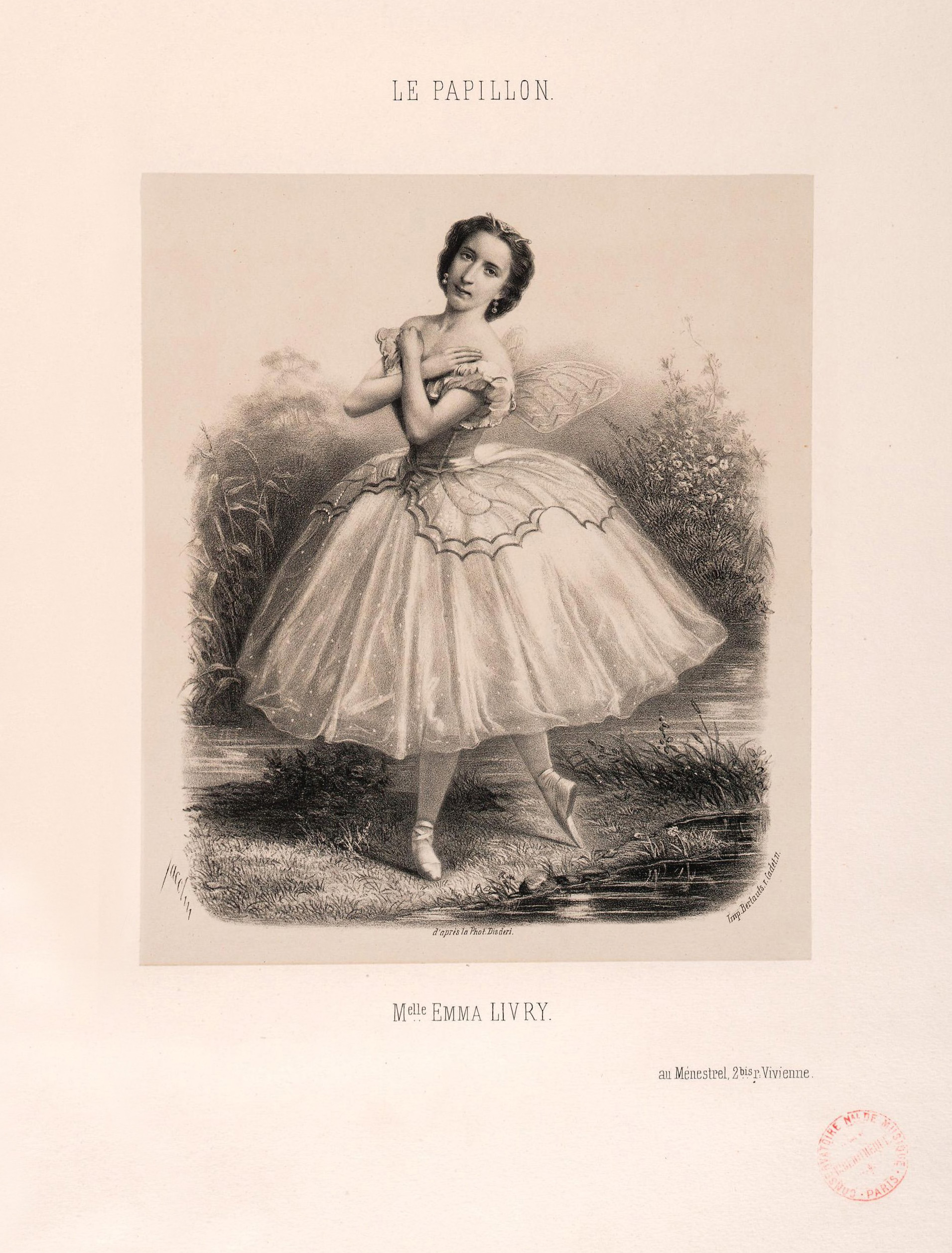
パピヨンでのエマ・リヴリー、1860年

『パピヨン』（Le Papillon）は1860年に初演されたバレエである。
全2幕4場の作品で、振付はロマンティック・バレエの時代を代表する名バレリーナ、マリー・タリオーニ、音楽はジャック・オッフェンバック、台本はヴェルノワ･ド･サン･ジョルジュが手がけた。
現在でも、この中のパ･ド･ドゥが時折バレエ・コンサートなどで上演されている。

## 初演
1860年11月26日、パリ・オペラ座で上演された。
主役のファルファラには、タリオーニの指導を受けていたエマ・リヴリー、王子ディアルマにはルイ・メラント、邪悪な老妖精アムザはルイーズ・マルケが演じ、42回の上演を重ねた。なお、ファルファラを初演したリヴリーは、1862年に衣装にガス灯の火が燃え移るという悲惨な事故に遭い、翌年、20歳の若さで死去している。

## 再演
1874年に、サンクトペテルブルクにおいてマリウス・プティパが、レオン・ミンクスの編曲で4幕仕立てに改訂して再演した。ファルファラ役はエカテリーナ･ヴァゼム、王子ディアルマはレフ･イワノフが演じた。
20世紀に入ってからは、1976年にピエール･ラコットがパリ･オペラ座において蘇演を手がけている。

## あらすじ
主人公ファルファラは、幼い頃に老いた妖精アムザにかどわかされ、今ではその侍女として仕えている。
あるときアムザは、若く美しい王子ディアルマに恋するが、当の王子はファルファラと恋に落ちる。嫉妬に狂ったアムザはファルファラを蝶に変えてしまう。
蝶に変えられたファルファラは松明の炎に身を投じ、呪いは解ける。アムザはその報いで石像に姿を変え、ファルファラと王子は再び結ばれる。

## その他
- リチャード・ボニングは、オッフェンバックのオリジナルスコアに基づいた録音を行っている。